# Бендковські (герб)
Бендковські (пол. Będkowski, Sternberg Odmienny) — шляхетський герб, різновид герба Штернберґ.

## Опис герба
У голубому полі золота шестикутна зірка.
В клейноді три червоні троянди із золотим центром, на стеблах із зеленим листям. Намет голубий, підбитий золотом.

## Найбільш ранні згадки
Лист від 1691 року.

## Herbowni
Бендковські (Będkowski).